# 约瑟夫·克拉普赫
约瑟夫·克拉普赫（捷克語：Josef Klapuch，1906年2月10日—1985年12月18日），捷克男子摔跤运动员。他曾代表捷克斯洛伐克参加1936年夏季奥林匹克运动会摔跤比赛，获得男子自由式重量级银牌。